# Джебраильский район
Джебраильский район (азерб. Cəbrayıl rayonu) — район в юго-западной части Азербайджанской Республики. Административный центр — город Джебраил.
Де-факто вся территории района кроме села Чоджук-Марджанлы с лета 1993 года контролировалась непризнанной Нагорно-Карабахской Республикой, что было квалифицировано в 1993 году в резолюциях Совета Безопасности ООН как оккупация территории Азербайджана армянами нагорно-карабахского региона Азербайджана. Согласно административно-территориальному делению НКР, территория Джебраильского района была включена в состав Гадрутского района НКР.
В ходе Второй карабахской войны район вернулся под контроль Азербайджана.

## География
Расположен на юго-восточных склонах Малого Кавказа, на левом берегу реки Аракс. Граничит на юге с Исламской Республикой Иран, на юго-западе — с Зангеланским, на западе — Губадлинским, на севере — Ходжавендским, на востоке — Физулинским районами. Площадь района составляет 1050 км².
Большую часть района занимают степи (Инджачёль, Гёян), северную часть — низкогорье (юго-восточные отроги Карабахского хребта). Минимальная высота — в долине Аракса (200 м над уровнем моря и ниже), максимальная — на севере (1000 м над уровнем моря). Инджачай, Чахмахчай и прочие реки района пересыхают летом. Эти реки являются притоками реки Аракс, отделяющей район от Ирана. На 1985 год леса занимали 4 тысячи га.
Из фауны встречаются волк, лисица, полчок, полевая мышь.
В 2021 году было объявлено о создании на территории района лесопарка турецко-азербайджанского братства.
В целях восстановления популяции 19 октября 2022 года на территории района в дикую природу выпущено 18 джейранов.

### Климат
Климат умеренно тёплый с жарким летом, на юге — полупустынный. Средняя температура января — 0—2 °C, июля — 24—25°. Средний уровень осадков — 400—500 мм в год.

## История
Джебраильский район Азербайджанской ССР был создан 8 августа 1930 года .
С 1932 года издавалась районная газета «Колхозник» («Колхозчу»). С 1965 года вещала местная радиостанция. В районе имелось 9 дошкольных и 66 общеобразовательных учреждений, сельскохозяйственный техникум, музыкальная школа, 10 домов культуры, 49 клубов, 28 киноустановок, 56 библиотек, 6 больниц.

### Карабахский конфликт
В конце августа 1993 года в результате наступления армянских сил район почти полностью перешёл под контроль вооружённых сил непризнанной Нагорно-Карабахской Республики, а позже был административно включён в состав Гадрутского района НКР. Азербайджанское население, являвшееся большинством в районе, покинуло его территорию. Из более чем 90 населённых пунктов района вне армянского контроля осталось лишь село Чоджук-Марджанлы, но и оно было покинуто (за исключением одной семьи), так как обстреливалось с соседней высоты Ляля-Иляги, находившейся под контролем армянских сил.
В апреле 2016 года район вновь стал ареной боевых столкновений между армянскими и азербайджанскими силами. В результате боёв Азербайджану удалось восстановить контроль над высотой Ляля-Илаги, что позволило обезопасить село Чоджук-Марджанлы и вернуть туда вынужденных переселенцев.
В период армянского контроля над районом его инфраструктура пришла в запустение. В отличие от стратегически важных приграничных с Арменией районов, куда армянские власти планомерно заселяли этнических армян из Армении и Ближнего Востока с целью изменения демографической ситуации, расселение армян в Джебраильском районе было менее массовым. Посетившая в 2005 году район Миссия ОБСЕ по установлению фактов заселения территорий вокруг Нагорного Карабаха выявила, что на территории района на тот момент проживало не более 100 армян, в основном переселенцев из Армении, занимавшихся здесь скотоводством. Миссия установила, что армянская администрация Нагорного Карабаха не препятствовала разграблению частными лицами объектов инфраструктуры и эксплуатации ими природных ресурсов района. Несколькими годами позже близ руин Джебраила был заложен военный городок Мехакаван, где на 2018 год проживало 250 офицерских семей. В 2004 году, в пяти километрах к югу от райцентра, на территории села Даш-Вейсалли, на средства армянского благотворительного фонда «Туфенкян» был построен посёлок Арачамух. В 2019 году директор Службы национальной безопасности Армении Артур Ванецян в ходе визита в Нагорный Карабах обсудил с местными властями программу заселения армянами территории вдоль берега реки Аракс, назвав эти меры «одной из основных гарантий безопасности армянской государственности».

### Вторая карабахская война
27 сентября 2020 года, в первый день вооружённых столкновений в Нагорном Карабахе, Министерство обороны Азербайджана сообщило о взятии под контроль двух населённых пунктов Джебраильского района.
4 октября 2020 года президент Азербайджана Ильхам Алиев заявил, что азербайджанская армия взяла под контроль город Джебраил, административный центр района. Официальные представители Министерства обороны Армении и президента НКР отрицали это, называя заявление Алиева «дезинформацией». 9 октября 2020 года Министерство обороны Азербайджана опубликовало кадры с водружением флага Азербайджана над руинами райцентра Джебраила. 14 октября Министерство обороны Азербайджана распространило видеорепортаж, снятый в Джебраиле, который подтверждал, что азербайджанская армия контролирует город. В ролике был показан военный городок, выстроенный армянами на южной окраине руин Джебраила.
Активные бои в районе продолжались и во второй половине октября. По сообщению Министерства обороны Азербайджана, к 31 октября азербайджанская армия восстановила контроль почти над всей территорией Джебраильского района.

### Послевоенный период
12 ноября в районе начал службу местный отдел Службы государственной безопасности Азербайджана.

## Население
В период СССР помимо районного центра Джебраил самыми крупными населёнными пунктами района были Бёюк-Марджанлы, Солтанлы, Хоровлу и Балянд. Согласно Всесоюзной переписи 1989 года население района составляло 49 156 человек.

### Национальный состав
| Год переписи  | 1939            | 1959             | 1970             | 1979             |
| ------------- | --------------- | ---------------- | ---------------- | ---------------- |
| азербайджанцы | 22 813 (97,1 %) | ↗25 951 (98,4 %) | ↗36 735 (98,7 %) | ↗42 415 (98,5 %) |
| русские       | 365 (1,6 %)     | ↘196 (0,7 %)     | ↗266 (0,7 %)     | ↗369 (0,9 %)     |
| армяне        | 157 (0,7 %)     | ↗166 (0,6 %)     | ↘46 (0,1 %)      | ↘41 (0,1 %)      |
| другие        | 167 (0,6 %)     | 64 (0,3 %)       | 180 (0,5 %)      | 222 (0,5 %)      |
| всего         | 23 502          | 26 377           | 37 227           | 43 047           |

Азербайджанцы Джебраильского района говорят на джебраильском говоре азербайджанского языка, являющимся переходным между западной и южной группами азербайджанских диалектов. Наряду с переходными особенностями, в джебраильском говоре имеются специфические особенности, не встречающиеся в двух оказавших на него влияние диалектных группах.

## Экономика

### Период Азербайджанской ССР
До конца 1970-х годов самой крупной отраслью экономики района являлось хлопководство. В 1980-х годах на первый план выдвинулись виноградарство, животноводство, земледелие. На 1986 год 58 тысяч га земель были пригодны к сельскому хозяйству. Из них 29,9 тысяч га составляли пастбища, 19,3 тысяч га — пахотные земли, 8,1 тысяч га — многолетние растения. Поголовье скота составляло 11,7 тысяч (крупный рогатый) и 53,3 тысячи (мелкий рогатый) голов.

### Современный период
С 1991 по 2021 год Джебраильский район входил в состав Верхне-Карабахского экономического района, с 7 июля 2021 года — в состав Восточно-Зангезурского экономического района.
В 1999 году по согласованию с Азербайджаном Иран начал строительство водохранилищ «Гыз-Галасы» и «Худаферин» на реке Аракс. В 2016 году на плотине Худаферинского водохранилища началось строительство Худаферинской ГЭС.
В 2021 году была введена в эксплуатацию 110/35/10-киловольтная подстанция «Джебраил», обслуживающая все населённые пункты района. При участии британской нефтегазовой компании «Би-Пи» планируется возведение в районе солнечной электростанции мощностью 240 МВт — самой большой в Восточном Зангезуре.
4 октября 2021 года на территории района создан промышленный парк «Экономическая зона Аразской долины». Площадь парка составляет 200 га.
3 октября 2024 года начато строительство фабрики по производству племенных яиц «Hicaz quşçuluq». Планируется производить 24 млн племенных яиц в год.

## Образование
С 2007 года отдел образования Джебраильского района временно базируется в посёлке для вынужденных переселенцев № 7 в Билясуварском районе Азербайджана (в 1993—2007 годах — в городе Саатлы). На данный момент в его подчинении находится 39 полных и 2 неполные средние школы в 10 регионах страны, а также спортивная школа по шахматам для детей и молодёжи, расположенная в Баку. Наряду с этим продолжают деятельность 12 дошкольных образовательных учреждений района и одно профессиональное училище, расположенное в Баку.

## Транспорт
До Карабахского конфликта город Джебраил являлся транспортным узлом. Через Джебраильский район вдоль русла реки Аракс пролегала автомобильная дорога республиканского значения Али-Байрамлы—Зангелан. В 1936 году был сдан в эксплуатацию проходящий через Джебраильский район железнодорожный участок Алят—Минджевань железной дороги Баку—Ереван. Часть данного участка (западнее станции Горадиз) после установления армянского контроля над районом местами была разобрана, движение по нему прекращено.

### Железнодорожный транспорт
14 февраля 2021 года, через несколько месяцев после возвращения района под контроль Азербайджана, заложена железная дорога Горадиз — Агбенд.
Протяжённость — 110,4 км.
Маршрут: Горадиз — Марджанлы — Махмудлу — Солтанлы — Кумлак — Акари — Миндживан — Бартаз — Агбенд.
В мае 2022 года началось строительство железнодорожной станции в селе Солтанлы. 20 октября 2022 заложена станция Кумлак.

### Автомобильные дороги

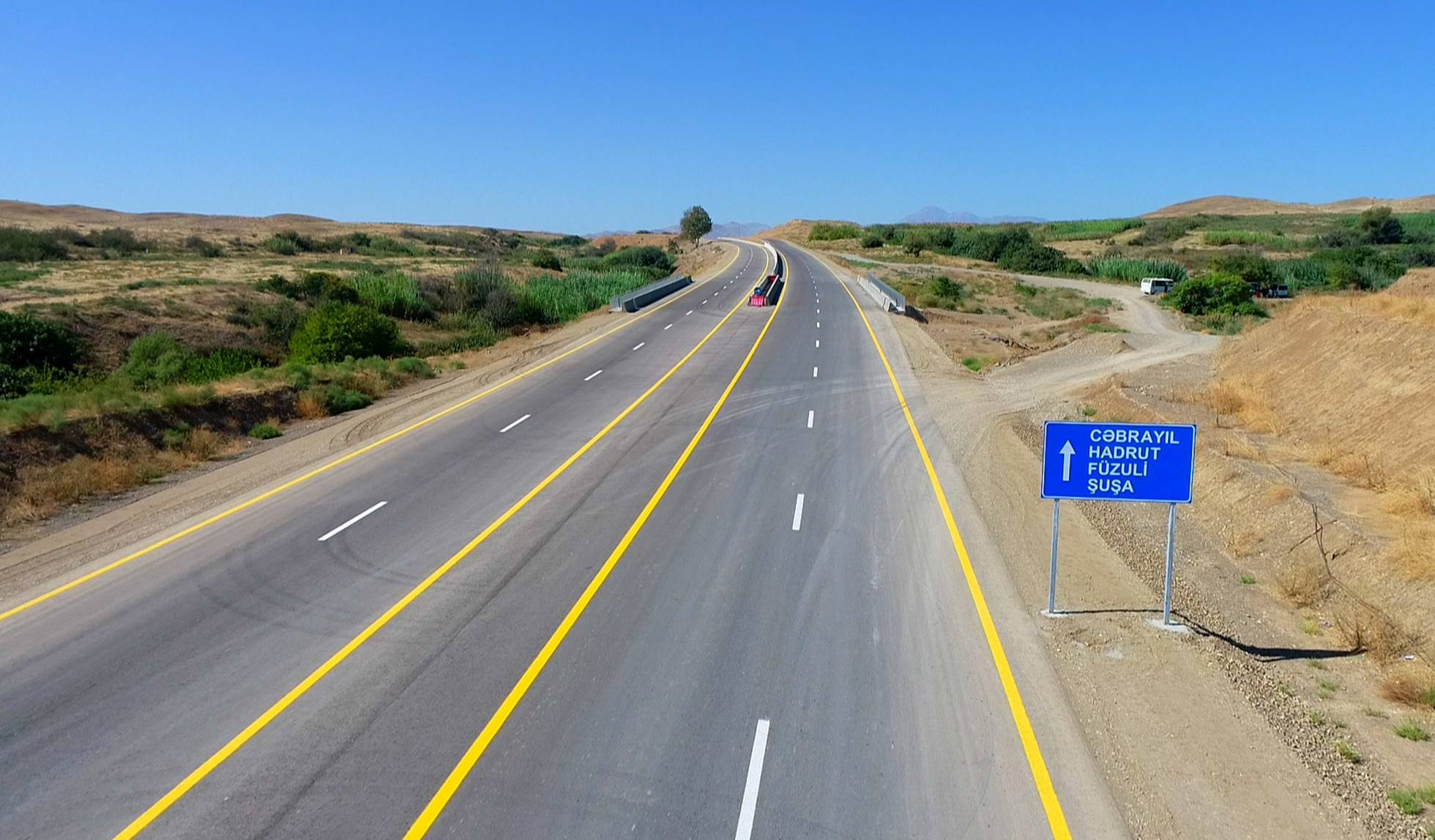
Участок автомобильной дороги Шукюрбейли — Джебраил — Гадрут

15 марта 2021 года начато строительство автомобильной дороги из посёлка Гадрут в село Шукюрбейли Джебраильского района через районный центр Джебраил, протяжённостью 43 км. Одновременно восстанавливается 124-километровый участок автомобильной дороги республиканского значения вдоль реки Аракс.
Функционирует автомобильная дорога Шукюрбейли — Джебраил — Гадрут.
В январе 2022 года открыт погранично-пропускной пункт «Худаферин» на ирано-азербайджанской границе в Джебраильском районе.

## Экология
К декабрю 2024 года высажено 38 гектар новых зон зелёных насаждений.

## Культура
Джебраильский район является родиной многих представителей карабахской школы азербайджанского ашугского искусства. Здесь родились Ашуг Гурбани (придворный поэт Исмаила I), Ашуг Пери, одна из выдающихся азербайджанских женщин-ашугов, и ашуг Дирили Сурхай.
Созданный в сталинскую эпоху Джебраильский историко-краеведческий музей с 1953 года функционировал на общественных началах. В 1980 году ему был возвращён официальный статус. Из более чем 19 тысяч экспонатов, имевшихся в музее на 1993 год, из охваченного войной района удалось вывезти примерно 16 тысяч. Музей продолжает свою деятельность в здании Музея независимости в Баку.
Открытый в 1985 году дом-музей Героя Советского Союза Джамиля Ахмедова, украшенный бюстом работы Омара Эльдарова, прекратил свою деятельность в 1993 году, и в период армянского контроля над Джебраилом подвергся полному разрушению.

## Спорт
В период СССР в городе Джебраил имелся футбольный стадион. В 1985 году здесь была основана футбольная команда «Чинар» (в 1989 году переименована в футбольный клуб «Худаферин»), участвовавшая в различных республиканских турнирах и упразднённая в 1992 году в связи с военными действиями. В региональных турнирах участвовала также футбольная команда села Бёюк-Марджанлы. Футбольный клуб «Худаферин» был возрождён в Баку в 2013 году как молодёжная команда (U-10, U-11, U-12, U-13, U-14).
В 2021 году было объявлено о создании футбольного клуба «Джебраил», чьей временной домашней ареной был выбран стадион МЧС в посёлке Говсаны вблизи Баку. Министерство молодёжи и спорта Азербайджана объявило о планах восстановить джебраильский городской стадион, а также стадион села Бёюк-Марджанлы. После осуществления этих планов стадион города Джебраил станет домашней ареной новосозданной команды.

## Достопримечательности
На территории района между селом Худаферин (Худаярлы) и посёлком Кумлак расположены средневековые Худаферинские мосты. В городе Джебраил до войны находилась баня Султана Аллахверди, в селе Худаферин — круглая и восьмиугольная гробницы XIX века, в селе Шыхляр — круглая гробница XIV века, в селе Даг-Тумас — купол XIII—XIV веков.

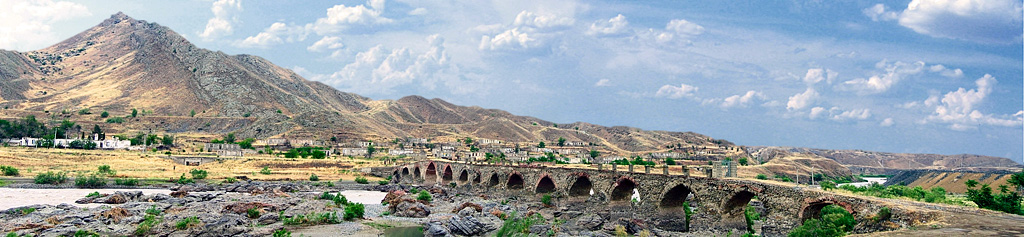
Вид на построенный в XII веке 15-пролётный Худаферинский мост и село Худаферин со стороны Ирана. 2006 год